# Andry-Farcy
Pierre-André Farcy dit Andry-Farcy est un artiste et conservateur de musée français, né à Charleville le 18 mai 1882 et mort à Grenoble le 5 juillet 1950.

## Biographie

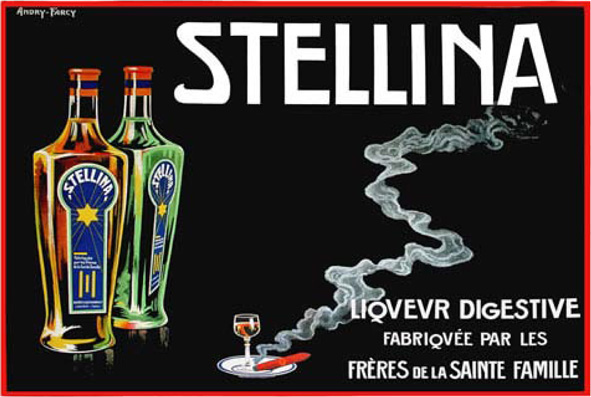
Affiche de publicité pour les boissons Stellina par Andry-Farcy en 1950.

Il étudie dès 1899 à Paris à l'École nationale des Arts décoratifs puis à l'École Nationale des Beaux-Arts où Fernand Cormon est son maître. Il expose au Salon d'automne en 1905 et au Salon de Lyon. Il se fixe définitivement à cette époque à Grenoble. En 1910, il est engagé comme journaliste, critique, et dessinateur au Petit Dauphinois. La même année, il monte un atelier d'affiches publicitaires dans les locaux de l'Imprimerie Générale, qu'il gardera jusqu'à la Seconde Guerre mondiale. De Paris à Grenoble, il intègre les milieux d'avant-garde. En 1914, il devient membre de la Commission consultative du musée de peinture de Grenoble. 
Succédant à Jules Bernard, il est nommé conservateur au musée de Grenoble en 1919 à la suite d'un vote, puis d'un choix de la municipalité, contre l'autre candidat Tancrède Bastet. 
Andry-Farcy obtient une reconnaissance européenne du musée de Grenoble  à l'époque de l'exposition internationale de la houille blanche et du tourisme de 1925. Soucieux de faire connaitre le musée, il obtient de faire installer des panneaux publicitaires et de l'inscrire dans les guides touristiques de Grenoble.

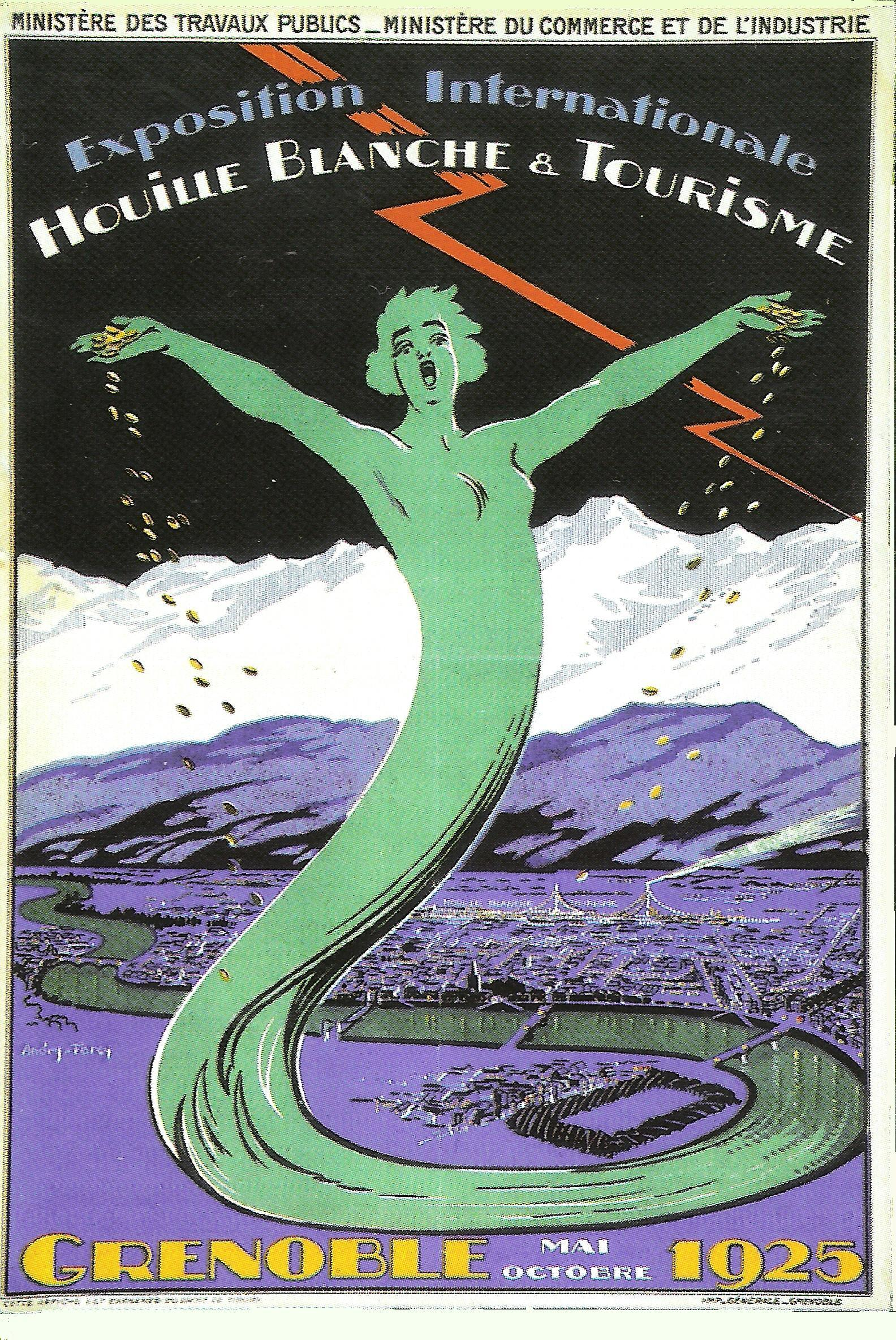
Affiche d'Andry-Farcy pour l'exposition internationale de la houille blanche et du tourisme de 1925

Il conserve son poste une trentaine d'années, soutenu par les édiles grenoblois qui souhaitent faire figurer le musée de Grenoble dans le patrimoine touristique de la ville, malgré l'opposition féroce d'une cabale conservatrice, académique et nationaliste qui lui reproche de faire entrer au musée des œuvres qui déshonorent la ville. Au point qu'il est arrêté en 1943 pour avoir exposé « des œuvres d’art dégénéré ». Incarcéré 25 jours à Grenoble, il est ensuite interné au camp de Royallieu à Compiègne où il exerce les fonctions de bibliothécaire. Libéré le 2 septembre 1944 par les Canadiens, il rejoint Toulouse où il séjourne plus d'un an, hésitant à revenir à ses fonctions grenobloises. À la suite du refus du directeur des Musées de France de le nommer inspecteur général des musées de province, il retourne dans les Alpes. Prolongé dans ses fonctions, il poursuit ses activités en élargissant son champ d'action au-delà de Grenoble : conseiller artistique pour la Ville de Toulouse, projets d'échanges culturels et touristiques entre Grenoble, Toulouse et Nice, expositions... 
En 1949, Andry-Farcy est nommé conservateur du musée Fantin-Latour le 3 août à la suite de la nomination de Jean Leymarie comme conservateur du musée de peinture le 20 juillet. Il décède le 5 juillet de l'année suivante et est inhumé à Toulouse. 

Entre dons nombreux, achats et dépôts, il fait entrer l'art de son temps au musée lequel devient pionnier en exposition d'art contemporain dès les années 1920, et sert de modèle de référence aux autres villes de France après la Seconde Guerre mondiale. 
Mes projets sont simples: continuer en faisant le contraire de ce qu’ont fait mes prédécesseurs. J’ouvre la porte aux jeunes, à ceux qui apportent une forme neuve dans une écriture que je n’ai jamais encore vue ! Voilà la règle… qui permettra de réaliser le seul musée moderne qui soit en France. 
Ayant tissé des relations fortes avec les artistes de son époque, il acquiert une importante collection d'art moderne (Picasso, Bonnard, Matisse), transformant le musée de la Place de Verdun en une des principales collections de France. Il reçoit le legs Agutte-Sembat grâce auquel des œuvres néo-impressionnistes et fauves occupent une salle, ainsi que la donation Fantin-Latour qui fait entrer gravures et dessins dans les collections. D'autres artistes donateurs enrichissent la collection d’œuvres : notamment Picasso, Bonnard, Matisse. 
Même si toutes ses acquisitions ne sont pas de même qualité, il n'en demeure pas moins que les œuvres phares actuelles de ce musée sont dues à ses choix et à sa curiosité dans une époque ou bon nombre de musées refusaient d'acquérir et d'exposer  ces artistes novateurs et contestés.

## Œuvres
La bibliothèque Forney, bibliothèque de la ville de Paris spécialisée dans les arts décoratifs, les métiers d’art et leurs techniques, les beaux-arts et les arts graphiques, détient 3 affiches d'Andry-Farcy et 8 documents le concernant.
Le musée de Grenoble conserve 104 dessins, peintures et affiches d'Andry-Farcy.
L'un de ses tableaux exécuté vers 1910 et représentant le château de Vizille est exposé dans la salle de la manufacture du musée de la Révolution française.
Chasseur Alpin, huile sur toile, musée des Beaux-arts, Chambéry

## Récompenses et distinctions

### Décorations
- Chevalier de la Légion d'honneur, décret du 27 janvier 1927
- Officier de la Légion d'honneur, décret du 31 juillet 1936
- Officier de l'Instruction publique
- Chevalier de l'ordre de la Couronne, 1928
- Officier de l'ordre d'Orange-Nassau, 1936